# Kyah Simon
Kyah Pam Simon (Blacktown, 25 juni 1991) is een Australisch internationaal voetbalspeelster.
Simon won drie maal de Australische W-League (2010–11, 2017–18 en 2019–20), en met het Australisch nationaal elftal in 2010 de Asian Cup in China.
Simon speelde als veel andere Australische speelsters afwisselend in de Australische en Amerikaanse competities, omdat deze relatief kort zijn en op elkaar aansluiten.
In 2016 was Simon mee als speelster van het Australisch nationaal elftal op de Olympische Zomerspelen van Rio de Janeiro.

## Statistieken
| Seizoen | Club            | Land        | Competitie | Wedstrijden | Doelpunten |
| ------- | --------------- | ----------- | ---------- | ----------- | ---------- |
| 2008/09 | Central Coast   | - Australië | W-L        | ?           | 5          |
| 2009/10 | Sydney FC       | - Australië | W-L        | 12          | 1          |
| 2010/11 | Sydney FC       | - Australië | W-L        | 12          | 12         |
| 2011/12 | Sydney FC       | - Australië | W-L        | 6           | 3          |
| 2012/13 | Sydney FC       | - Australië | W-L        | 11          | 6          |
| 2013    | Boston Breakers | - VS        | NWSL       | 17          | 4          |
| 2014/15 | Sydney FC       | - Australië | W-L        | 3           | 1          |
| 2015    | Boston Breakers | - VS        | NWSL       | 7           | 2          |
| 2015/16 | Sydney FC       | - Australië | W-L        | 12          | 6          |
| 2016    | Boston Breakers | - VS        | NWSL       | 17          | 1          |
| 2016/17 | Sydney FC       | - Australië | W-L        | 12          | 5          |
| 2017/18 | Melbourne City  | - Australië | W-L        | 14          | 2          |
| 2018    | Houston Dash    | - VS        | NWSL       | 15          | 2          |
| 2018/19 | Melbourne City  | - Australië | W-L        | 4           | 2          |
| 2019    | Houston Dash    | - VS        | NWSL       | 10          | 2          |
| 2019/20 | Melbourne City  | - Australië | W-L        | 13          | 6          |
| 2020/21 | PSV             | Nederland   | Eredivisie | –           | –          |
| Totaal  | Totaal          | Totaal      | Totaal     | 165         | 60         |

Laatste update: juli 2020

## Interlands

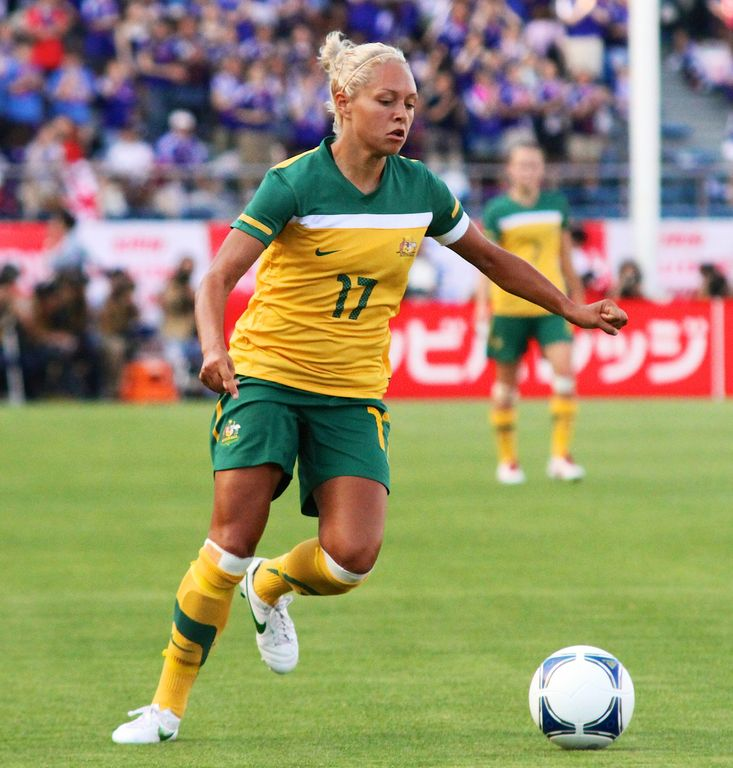
2012, nationaal elftal tegen Japan

Simon speelde haar eerste interland voor het Australisch voetbalelftal in 2007.

## Privé
Simon heeft deels een Aboriginal-afkomst.
1 Evrard ·
2 Thrige ·
3 Hendriks ·
4 Buurman ·
5 Bross ·
6 Folkertsma ·
9 Smits ·
10 Ripa ·
11 Jansen ·
14 Strik ·
16 Alkemade ·
17 Jacobs ·
18 Dessing ·
19 Stoit ·
20 Nijstad ·
21 Lacroix ·
22 Derks ·
23 Kemper-Moorrees ·
24 Henschen ·
25 Frijns ·
26 Pondes ·
27 Xhemaili ·
29 Kalma ·
30 Verheijen ·
Coach: Ten Berge
· Assistent-coach: Van Dael